# Lu Jianren
Lu Jianren (en chino, 路建人en chino tradicional, 路建人; pinyin, Lù Jiànrén; Pekín, China; 14 de enero de 1959) es un exfutbolista y entrenador de fútbol de China que jugaba en la posición de portero.

## Carrera

### Club
Jugó toda su carrera con el Beijing FC de 1979 a 1987, logrando ser campeón nacional en 1982.

### Selección nacional
Jugó para China en 13 partidos entre 1984 y 1986, logrando el subcampeonato de la Copa Asiática 1984. Su último partidos como titular con China fue en el incidente del 19 de mayo ante Hong Kong por la clasificación de AFC y OFC para la Copa Mundial de Fútbol de 1982, el cual perdieron por 1-2, lo que provocó un motín de los aficionados locales.

### Entrenador
| Periodo   | Club             |
| --------- | ---------------- |
| 1997      | Shenzhen Ping'an |
| 1999–2000 | Guangzhou Songri |

## Logros
- Liga Jia-A: 1

1982